# Lashkar
 Lashkar  est un quartier du centre-ville de Téhéran, la capitale de l’Iran.